# Прудовое (Северо-Казахстанская область)
Прудовое (каз. Прудовое) — упразднённое село в Тимирязевском районе Северо-Казахстанской области Казахстана. На момент упразднения входило в состав Ишимского сельсовет. Ликвидировано в 1981 году.

## География
Располагалось у пруда образованного на безымянной балке, в 7,5 км (по прямой) к северо-западу от центра сельского поселения села Есиль.

## История
Указом ПВС Казахской ССР от 16.08.1971 года посёлку отделения № 2 совхоза «Ишимский» присвоено наименование село Прудовое.
Решением Северо-Казахстанского облисполкома от 26.03.1981 года село исключено из учётных данных.